# Arishem the Judge
Arishem the Judge je fiktivní postava vystupující v amerických komiksech vydávaných nakladatelstvím Marvel Comics.
Arishem je jedním ze dvou nebešťanů, kteří mají právo a schopnost rozhodovat o tom, která civilizace na planetě bude žít a která zemře. Arishemovou funkcí je působit jako vůdce nebeských výsadků a vede všechny čtyři nebeské hostitele na Zemi.
Arishem debutoval ve filmu Eternals (2021) z Marvel Cinematic Universe a namluvil ho David Kaye.

## Historie publikací
Arishem the Judge se poprvé objevil v The Eternals #2 (srpen 1976) jehož autorem je Jack Kirby.

## Biografie fiktivní postavy
Arishem dorazil na Zemi se Čtvrtým nebeským zástupem a v této době byl poprvé spatřen lidmi, když zahájil svůj padesátiletý soud nad Zemí.Později vyšlo najevo, že během Třetího nebeského zástupu přijal slib pozemských bohů nevměšovat se do nebeských záležitostí. Spolu s ostatními členy Čtvrtého hostitele v Peru Arishem usoudil, že Země je toho hodna, a opustil Zemi.

## Síla a schopnosti
Stejně jako ostatní nebešťané je Arishem naprostou záhadou, úroveň jeho fyzických schopností je neznámá, pravděpodobně nezměrná.

## V ostatních médiích
Arishem se objevuje ve filmu Eternals, namluvil ho David Kaye. Je to prvotní Nebešťan, který se zasloužil o stvoření prvního Slunce a vnesení světla do vesmíru. Jeho cílem je rozšiřovat vesmír, což vyžaduje, aby kvůli tomu musel obětovat nižší formy života. Před miliony let Arishem stvořil Devianty, aby pomáhali při zrození Nebešťanů. Když se však jeho výtvory zvrhly, Arishem vytvořil Eternals, aby bojovali proti Deviantům, kteří se mu pletli do práce. Jedním z takových světů, kam Arishem poslal své Eternals, byla Země, aby zajistili zrození Tiamuta. Arishem na Zemi komunikoval přímo s Ajak. Po její smrti v rukou Deviantů se místo toho spojil se Sersi a informoval ji o pravém účelu Eternals, a tom, že Eternals nepocházejí z planety Olympia. Skupina však k Zemi přilnula a snažila se zrození Tiamuta zastavit a zabránit zániku lidstva. Poté, co zabránili zrození, Arishem vytáhl Sersi, Kinga a Phastose do vesmíru, aby studoval jejich vzpomínky a posoudil, zda lidstvo stojí za to zachovat, a souhlasil, že ušetří lidi na Zemi, pokud ano.